# Хайнрих LXII (Ройс млада линия)
Хайнрих LXII Ройс-Шлайц (на немски: Heinrich LXII. Fürst Reuss zu Schleiz, jüngere Linie; * 31 май 1785, Шлайц; † 19 юни 1854, Гера) е управляващ княз на княжеството Ройс-Шлайц/Ройс млада линия от 17 април 1818 до 1 октомври 1848 г. Той е граф и господар на Плауен, господар на Грайц, Кранихфелд, Гера, Шлайц и Лобенщайн. От 1848 г. е княз на всичките линии на род Дом Ройс, Ройс-Лобенщайн и Еберсдорф, и на „Ройс младата линия“.

## Биография
Той е най-големият син на Хайнрих XLII Ройс-Шлайц (1752 – 1818), граф Ройс-Шлайц (1784 – 1806), княз Ройс-Шлайц (1806 – 1818), и принцеса Каролина Хенриета фон Хоенлое-Кирхберг (1761 – 1841), дъщеря на княз Кристиан Фридрих Карл фон Хоенлое-Кирхберг (1729 – 1819) и принцеса Луиза Шарлота фон Хоенлое-Лангенбург (1732 – 1777).
Хайнрих LXII Ройс-Шлайц следва в Ерланген и Вюрцбург. След абдикацията на княз Хайнрих LXXII Ройс-Еберсдорф (1797 – 1853) на 1 октомври 1848 г., той обединява разделените от 200 година територии и линии на „Ройс младата линия“.
Той не се жени. Последван е като княз от брат му Хайнрих LXVII Ройс (1789 – 1867).